# Eupteryx brachycephala
Eupteryx brachycephala är en insektsart som först beskrevs av Irena Dworakowska 1978.  Eupteryx brachycephala ingår i släktet Eupteryx och familjen dvärgstritar. Inga underarter finns listade i Catalogue of Life.